# KTM 1190 RC8 R
KTM 1190 RC8 R – austriacki motocykl sportowy produkowany przez KTM od 2010 roku.

## Dane techniczne/Osiągi
Silnik: V2

Pojemność silnika: 1195 cm³

Moc maksymalna: 175 KM/10250 obr./min

Maksymalny moment obrotowy: 127 Nm/8000 obr./min

Prędkość maksymalna: 287 km/h 

Przyspieszenie 0-100 km/h: 3,2 s